# Удмурт Китяк
 Удмурт Китяк  — деревня в Малмыжском районе Кировской области. Входит в состав Новосмаильского сельского поселения.

## Население
| 2010 |
| ---- |
| 191  |

## География
Расстояние до районного центра — 12 км. Высота над уровнем моря — 145 м.